# Oberems (Glashütten)
Oberems im Taunus ist einer von drei Ortsteilen der Gemeinde Glashütten im hessischen Hochtaunuskreis.

## Geographie

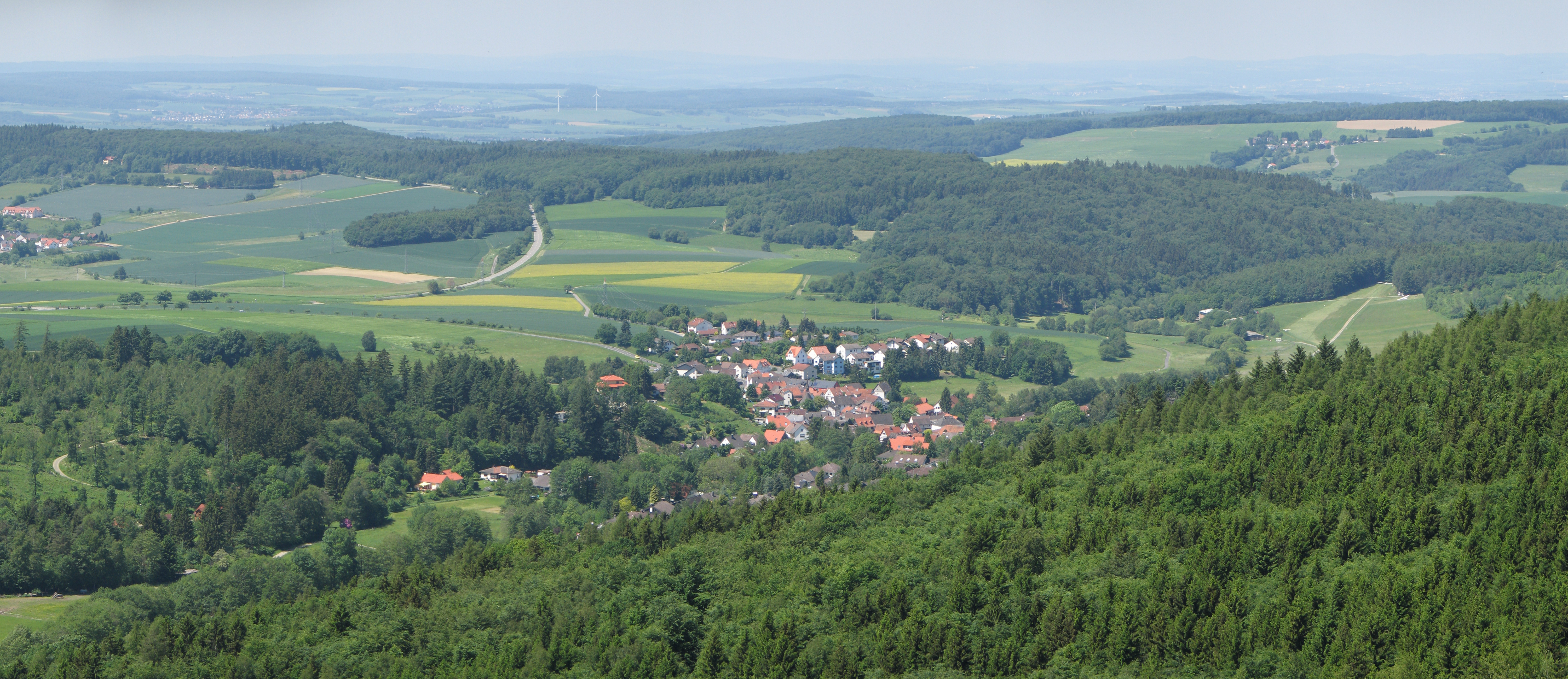
Blick auf Oberems vom Zacken. Rechts im Bild das Segelfluggelände Oberems zu erkennen.

### Geographische Lage
Oberems liegt innerhalb des Östlichen Hintertaunus etwa 24 km nordwestlich vom jenseits des Taunushauptkamms gelegenen Frankfurt am Main. Im Naturpark Taunus befindet es sich rund 3,8 km westnordwestlich vom Gipfel des Großen Feldbergs (881,5 m) und etwa 2,3 km (je Luftlinie) nordnordwestlich des Glaskopfs (686,8 m). Nachbarorte von Oberems sind Seelenberg im Nordnordosten, Nieder- mit Oberreifenberg im Ostnordosten, Glashütten im Süden, Kröftel im Südwesten, Nieder-Oberrod im Westen und Wüstems im Nordnordwesten.
Der felsige Zacken ist eine etwa 640 m hohe Erhebung aus Schiefer östlich von Oberems. Er ist beliebtes Trainingsgelände für Bergsteiger und Teil des zu Niederreifenberg gehörenden Weilsbergs, der mit 700,7 m vierthöchste Taunuserhebung ist. Unterhalb des Zackens gibt es eine ähnliche Felsformation, die als „kleiner Zacken“ nicht ganz so bekannt ist und durch starke Bewaldung nicht mehr vom Zacken aus direkt zu sehen ist.

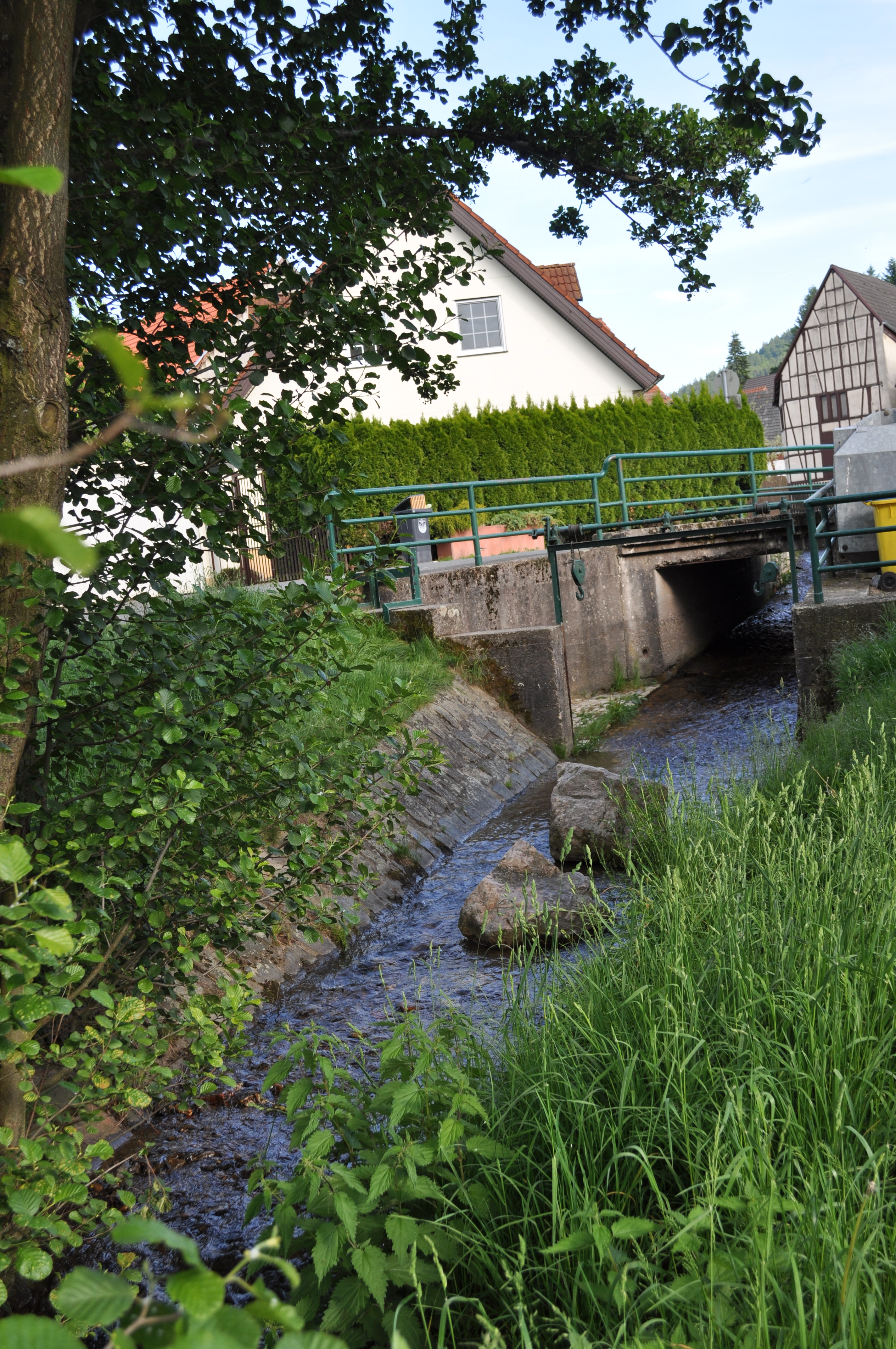
Emsbach
Durch Oberems fließt der Emsbach, von dem sich der Dorfname ableitet. Es handelt sich um einen Bach, der südöstlich von Oberems am Kleinen Feldberg entspringt, durch Oberems, Waldems und weiter durch den Goldenen Grund nach Bad Camberg fließt und bei Limburg in die Lahn mündet. Die Emsbachquelle ist historisch auch als Seelborn bekannt
Oberhalb des Sportplatzes des Ortes liegt das Naturschutzgebiet Oberes Emsbachtal.

## Geschichte

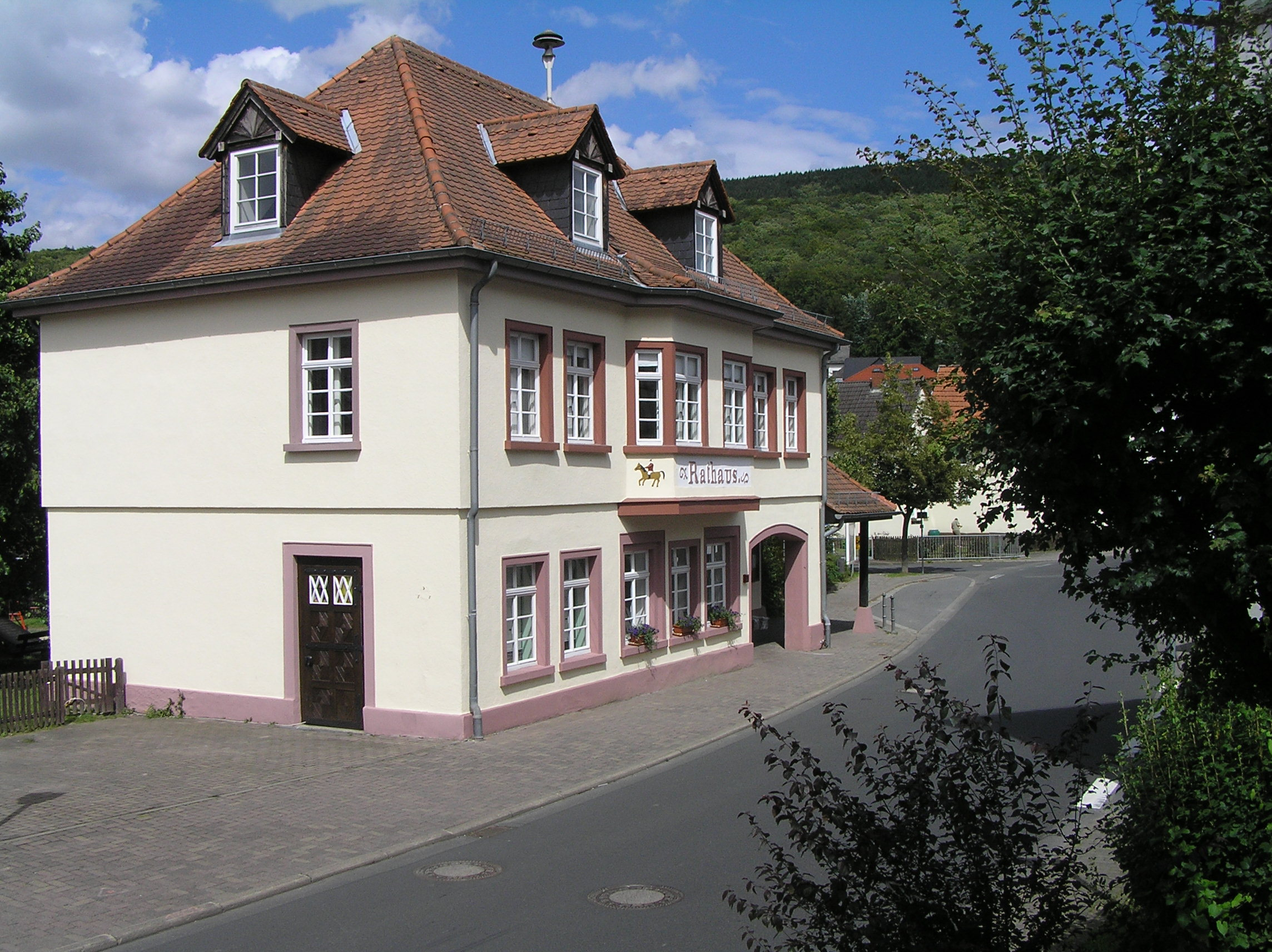
Altes Rathaus Oberems

Das Gebiet des heutigen Oberems lag zur Römerzeit jenseits des Limes, blieb aber sicher nicht von römischen Einflüssen verschont, da der Limes die Taunusgemeinde zwischen den Ortsteilen Glashütten und Oberems, im oberen Emsbachtal zwischen Glaskopf und kleinem Feldberg im Bereich der „Emsbachschlucht“ teilt. Später siedelten in der Gegend vor allem Alemannen und später Franken. Ab 790 galt der Taunus als vollständig christianisiert und war seelsorgerisch dem Bistum Mainz angegliedert.
Die älteste bekannte urkundliche Erwähnung von Oberems als in superiori emese stammt aus dem Lehnsbuch der Herren von Eppstein aus dem Jahr 1250. Jedoch ist Oberems wahrscheinlich älter: Viele Fundstellen früher Eisenerzverhüttung und Köhlertätigkeit lassen frühere Siedlungen plausibel erscheinen.
Im Gegensatz zu den anderen Ortsteilen Glashüttens gehörte Oberems historisch zu Nassau-Usingen. Hierdurch wurde Oberems Teil des Herzogtums Nassau bzw. der preußischen Provinz Hessen-Nassau.

### Gebietsreform
Im Zuge der Gebietsreform in Hessen schlossen sich am 31. Dezember 1971 die Gemeinden Glashütten und Oberems freiwillig zur erweiterten Gemeinde Glashütten zusammen.
Ortsbezirke nach der Hessischen Gemeindeordnung wurden in Glashütten nicht gebildet.

### Einwohnerentwicklung

#### Einwohnerstruktur
Nach den Erhebungen des Zensus 2011 lebten am Stichtag dem 9. Mai 2011 in Oberems 915 Einwohner. Darunter waren 42 (4,6 %) Ausländer.
Nach dem Lebensalter waren 174 Einwohner unter 18 Jahren, 325 waren zwischen 18 und 49, 204 zwischen 50 und 64, und 195 Einwohner waren älter.
Die Einwohner lebten in 390 Haushalten. Davon waren 87 Singlehaushalte, 144 Paare ohne Kinder und 136 Paare mit Kindern, sowie 36 Alleinerziehende und 3 Wohngemeinschaften. In 87 Haushalten lebten ausschließlich Senioren/-innen und in 249 Haushaltungen leben keine Senioren/-innen.

#### Einwohnerzahlen
- 1566: 35 Haushaltungen[2]
- 1648: 10 Haushaltungen[2]

| Oberems: Einwohnerzahlen von 1821 bis 2020 | Oberems: Einwohnerzahlen von 1821 bis 2020 | Oberems: Einwohnerzahlen von 1821 bis 2020 | Oberems: Einwohnerzahlen von 1821 bis 2020 | Oberems: Einwohnerzahlen von 1821 bis 2020 |
| --- | ------------------------------------------ | ------------------------------------------ | ------------------------------------------ | ------------------------------------------ |
| Jahr |                                            |                                            |                                            | Einwohner                                  |
| 1821 | 1821                                       |                                            | 225                                        | 225                                        |
| 1834 | 1834                                       |                                            | 245                                        | 245                                        |
| 1840 | 1840                                       |                                            | 296                                        | 296                                        |
| 1846 | 1846                                       |                                            | 298                                        | 298                                        |
| 1852 | 1852                                       |                                            | 309                                        | 309                                        |
| 1858 | 1858                                       |                                            | 314                                        | 314                                        |
| 1864 | 1864                                       |                                            | 311                                        | 311                                        |
| 1871 | 1871                                       |                                            | 298                                        | 298                                        |
| 1875 | 1875                                       |                                            | 294                                        | 294                                        |
| 1885 | 1885                                       |                                            | 269                                        | 269                                        |
| 1895 | 1895                                       |                                            | 311                                        | 311                                        |
| 1905 | 1905                                       |                                            | 310                                        | 310                                        |
| 1910 | 1910                                       |                                            | 303                                        | 303                                        |
| 1925 | 1925                                       |                                            | 300                                        | 300                                        |
| 1939 | 1939                                       |                                            | 309                                        | 309                                        |
| 1946 | 1946                                       |                                            | 431                                        | 431                                        |
| 1950 | 1950                                       |                                            | 445                                        | 445                                        |
| 1956 | 1956                                       |                                            | 423                                        | 423                                        |
| 1961 | 1961                                       |                                            | 416                                        | 416                                        |
| 1967 | 1967                                       |                                            | 491                                        | 491                                        |
| 1970 | 1970                                       |                                            | 548                                        | 548                                        |
| 1980 | 1980                                       |                                            | ?                                          | ?                                          |
| 1990 | 1990                                       |                                            | ?                                          | ?                                          |
| 2000 | 2000                                       |                                            | ?                                          | ?                                          |
| 2011 | 2011                                       |                                            | 915                                        | 915                                        |
| 2016 | 2016                                       |                                            | 1.011                                      | 1.011                                      |
| 2020 | 2020                                       |                                            | 990                                        | 990                                        |
| Datenquelle: Historisches Gemeindeverzeichnis für Hessen: Die Bevölkerung der Gemeinden 1834 bis 1967. Wiesbaden: Hessisches Statistisches Landesamt, 1968. Weitere Quellen: LAGIS; Gemeinde Glashütten; Zensus 2011 |                                            |                                            |                                            |                                            |

#### Religionszugehörigkeit
| • 1885: | 262 evangelische (= 97,40 %), sieben katholische (= 2,40 %) Einwohner |
| • 1961: | 361 evangelische (= 86,78 %), 52 katholische (= 12,50 %) Einwohner    |

## Sehenswürdigkeiten
Brunnen

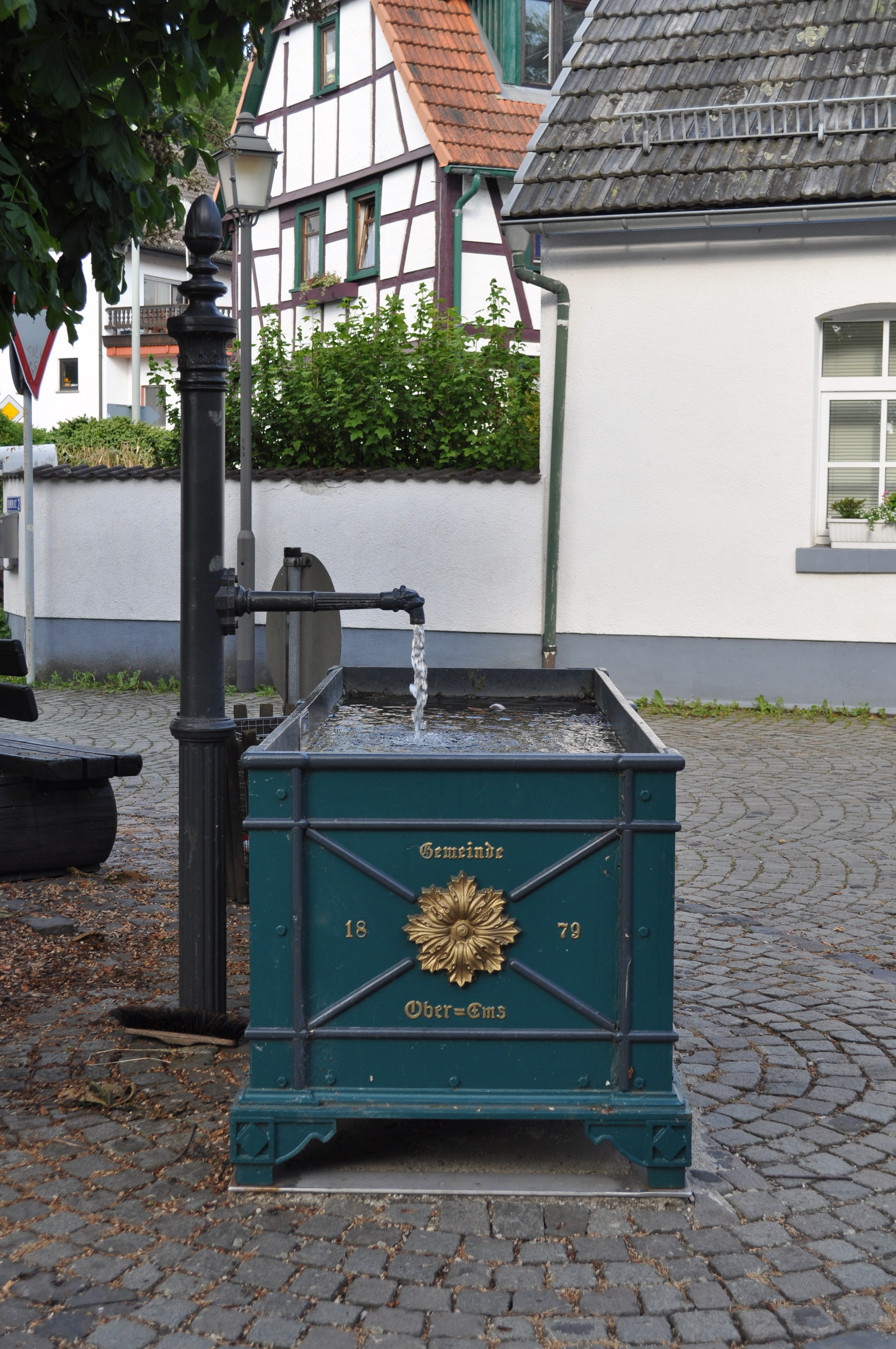
Brunnen in Oberems, einer von vielen gusseisernen Brunnen im Taunus

Den Dorfplatz schmückt der gusseiserne Brunnen von 1879. Am 3. Juni 1879 vergab die Gemeinde Oberems den Auftrag, den Brunnen zu liefern für 220 Mark und 40 Pfennig an Wilhelm Dauber in Heftrich. Er ersetzte den mittleren der hölzernen Laufbrunnen des Ortes, der undicht geworden war. Aus der Baugleichheit mit dem Brunnen in Dasbach ist mit hoher Wahrscheinlichkeit abzuleiten, dass auch dieser Brunnen in der Michelbacher Hütte gegossen wurde. Der ursprünglich mit grüner Ölfarbe gestrichene Brunnen wurde in der ersten Hälfte des 19. Jahrhunderts von der Ortsmitte an die Pfannengasse umgesetzt. Anfang des 20. Jahrhunderts war der Brunnen in einem schlechten Zustand. Mit Hilfe von Spendengeldern wurde eine Sanierung vorgenommen und der Brunnen an seinen heutigen Platz in der Ortsmitte zurückversetzt.

## Wirtschaft und Infrastruktur

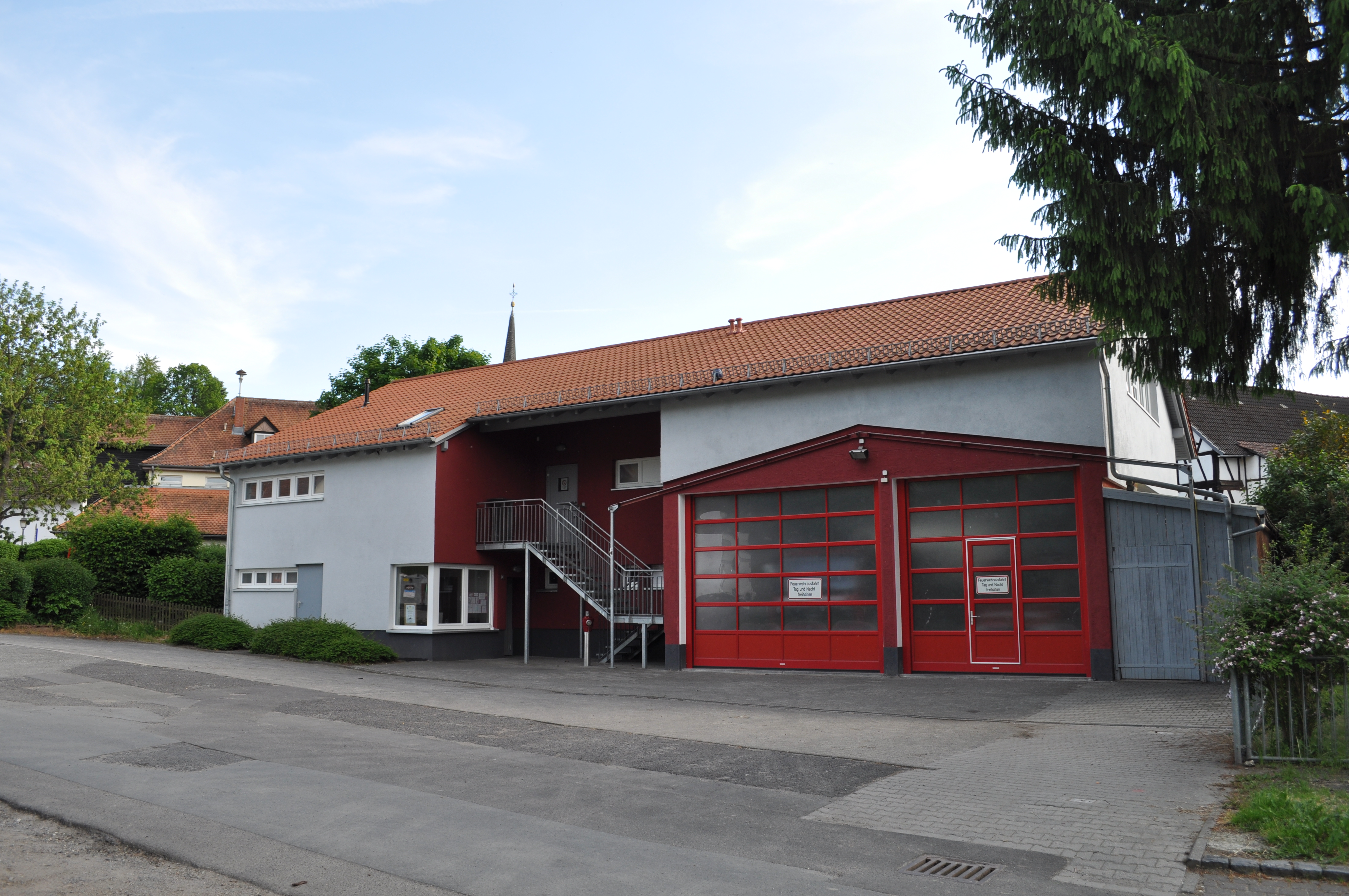
Feuerwehrhaus

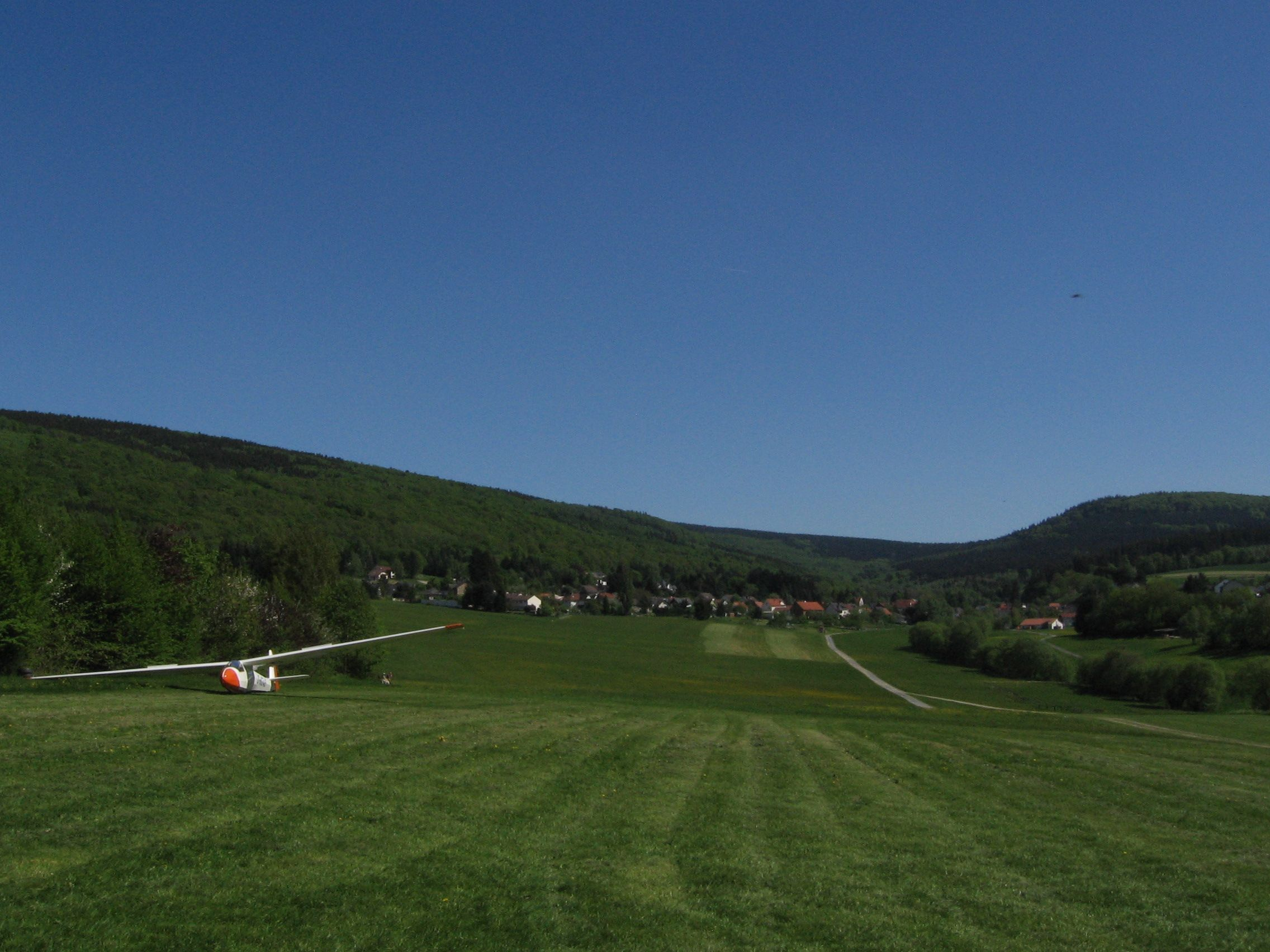
Segelfluggelände Oberems, Blick nach Südosten

Das Gewerbe beschränkt sich auf eine Gaststätte, eine Kfz-Werkstatt und einen Friseur sowie einige bäuerliche Betriebe. Heute sind die Einwohner Pendler ins Rhein-Main Gebiet. Hierdurch hat sich die Zahl der Bewohner von 303 im Jahr 1910 auf jetzt etwa 1010 vergrößert. Zwischen Glashütten und Oberems bestanden im Mittelalter Glashütten, von denen sich der Name der Großgemeinde ableitet.
Die Commerzbank AG betreibt in Oberems seit 1975 ihr Schulungszentrum.
Im Ort befinden sich die evangelische Kirche, ein Waldkindergarten sowie der evangelische Kindergarten Oberems.

### Verkehr
Die Bundesstraße 8 verläuft oberhalb des Ortes und erschließt die Fahrt über Königstein im Taunus nach Frankfurt am Main in südlicher bzw. Limburg an der Lahn in nördlicher Richtung. Es bestehen regelmäßige Busverbindungen von Oberems nach Königstein, Riedelbach und Neu-Anspach.

### Freizeit- und Sportanlagen
In der Region ist Oberems unter anderem für das Segelfluggelände Oberems bekannt, ein Flugplatz der Flugsportgruppe Feldberg, der nordnordwestlich von Oberems in Richtung Wüstems liegt.
Des Weiteren gibt es einen Fußballplatz im Wald am oberen Ende des Mühlwegs. Er wurde im Jahr 2005 für 600.000 Euro renoviert und mit einer Spielfläche aus Kunstrasen versehen. Der Oberemser Fußballverein Zackenkicker hat hier sein Domizil. Der Verein (Zackenkicker) wurde nach der unmittelbar in der Nähe liegenden Felsformation des „Zacken“ benannt.

## Ehrenbürger
Im Jahr 1953 wurde Alfred Teves (1868–1953), Gründer der Maschinen- und Armaturenfabrik Ate und Automobilzulieferer-Branche zum Ehrenbürger ernannt; auch eine Straße in Oberems trägt seinen Namen.